# Mammadbajli-Mausoleum

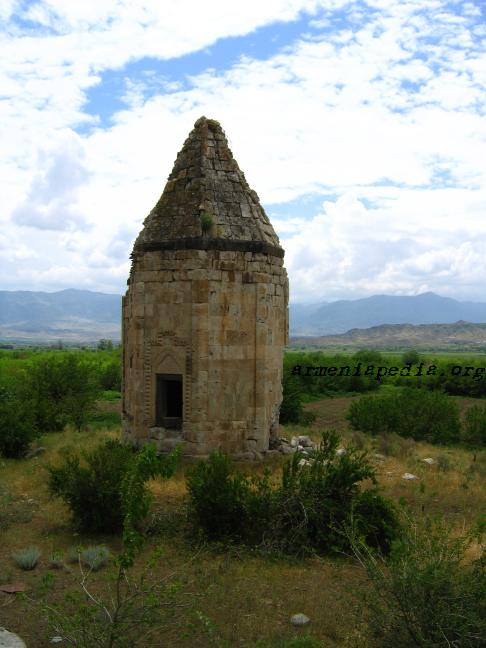
Mammadbajli-Mausoleum

Das Mammadbajli-Mausoleum (aserbaidschanisch Məmmədbəyli Məqbərəsi) ist ein monumentales Bauwerk im Dorf Məmmədbəyli im Rayon Zəngilan von Aserbaidschan.

## Geschichte und Architektur
Das Mausoleum wurde 1305 vom Architekten Ali Majid ad-Din erbaut. Im Jahr 1975 wurden bei den Ausgrabungsarbeiten im unterirdischen Teil der mittelalterlichen Konstruktion eine Grabstätte gefunden.
Das Mausoleum hat einen rechteckigen Grundriss mit Abmessungen von 2,95 × 3,30 Metern. Der Eingang der Grabkammer befindet sich im westlichen Teil. Nach islamischen Richtlinien sollte der Eingang zum Mausoleum nicht höher als 1,20 m sein, damit die eintretende Person durch Verneigung dem Verstorbenen ihre Ehre erweisen kann. Im Mittelalter wurden Mausoleen dieser Art in der Regel auf Gräbern des Feudaladels und anderer berühmter Persönlichkeiten errichtet. Die Spitze des Monuments, das in Form eines achteckigen Prismas gebaut wurde, wird durch ein pyramidenförmiges Dach ergänzt. Eine ähnliche Form besitzt auch der äußere Bogen des Mausoleums. Die Wände des Bauwerks sind von innen wie außen mit geschliffenen Steinen verkleidet. Das sind typische Baueigenschaften der meisten mittelalterlichen Denkmäler in Aserbaidschan.
Von 1993 bis 2020 war der Rayon Zənglian und damit das Dorf Məmmədbəyli von armenischen Truppen besetzt. Laut aserbaidschanischen Angaben wurde das gleichnamige Mausoleum während dieser Zeit stark beschädigt und sei gegenwärtig vom Verfall gekennzeichnet.